# Total Control (album de John Norum)
 (septembre 2012).
Si vous disposez d'ouvrages ou d'articles de référence ou si vous connaissez des sites web de qualité traitant du thème abordé ici, merci de compléter l'article en donnant les références utiles à sa vérifiabilité et en les liant à la section « Notes et références ».
Pour les articles homonymes, voir Total Control.

Total Control est le premier album solo du guitariste John Norum, sorti le 29 octobre 1987. L'album comporte deux reprises, Back on the Streets enregistrée à l'origine par le groupe Vinnie Vincent Invasion, et Wild One, reprise du groupe Thin Lizzy.
L'album fut dédicacé à Tommy Östervik, un ami de John et également son héros, qui mourut lors d'un accident de voiture la même nuit pendant que le groupe Europe donnait un concert diffusé plus tard sur une chaîne suédoise.

## Liste des titres
| No  | Titre                           | Auteur                                     | Durée |
| --- | ------------------------------- | ------------------------------------------ | ----- |
| 1.  | Let Me Love You *               | John Norum, Marcel Jacob                   | 3:23  |
| 2.  | Love Is Meant to Last Forever * | John Norum, Marcel Jacob                   | 3:40  |
| 3.  | Too Many Hearts                 | John Norum, Marcel Jacob                   | 3:12  |
| 4.  | Someone Else Here               | John Norum, Marcel Jacob, Peter Hermansson | 4:13  |
| 5.  | Eternal Flame                   | John Norum, Marcel Jacob                   | 3:14  |
| 6.  | Back on the Streets             | Vinnie Vincent, Robert Freeman             | 4:11  |
| 7.  | Blind                           | John Norum, Marcel Jacob                   | 3:53  |
| 8.  | Law of Life                     | John Norum, Marcel Jacob                   | 4:22  |
| 9.  | We'll Do What It Takes Together | John Norum, Marcel Jacob                   | 3:25  |
| 10. | In Chase of the Wind            | John Norum, Marcel Jacob                   | 3:02  |

En bonus on retrouve la reprise de Thin Lizzy :
Wild One - 4:20 -(Phil Lynott)
- *John Norum a tourné des clips vidéo sur ces titres

## Composition du groupe
- John Norum – Guitare et Chant principal
- Göran Edman – Chant principal sur Love Is Meant to Last Forever, Eternal Flame et Back on the Streets
- Marcel Jacob – Basse
- Peter Hermansson – Drums

### Invités
- Per Blom – Claviers
- Micke Larsson – Basse sur Too Many Hearts
- Mats Lindfors – Cœurs sur Law of Life
- Max Lorentz – Orgue sur Law of Life